# Anoplodactylus brucei
Anoplodactylus brucei är en havsspindelart som beskrevs av Child, C.A. 1990. Anoplodactylus brucei ingår i släktet Anoplodactylus och familjen Phoxichilidiidae. Inga underarter finns listade i Catalogue of Life.